# Bashahr
XVIIe siècle – 1948
Entités précédentes :
- Raj britannique

Entités suivantes :
- Inde

Bashahr est un ancien État princier des Indes dont la capitale était Sarahan. Il a été occupé par le Népal de 1803 à 1815. L'État a intégré l'Himachal Pradesh.

## Dirigeants: Râna puis Râja
- Râna
  - 1785 - 1803 : Ugar Singh (+1810)
- Râja
  - 1816 - 1850 : Mahendra Singh (1803-1850)
  - 1850 - 1887 : Shamsher Singh (1839-1914)
  - 1887 - 1898 : Raghunath Singh (+1898)
  - 1898 - 1914 : Shamsher Singh (rétabli)
  - 1914 - 1947 : Padam Singh (1873-1947)
  - 1947-1948 : Virbhadra Singh, né en 1934